# Irene Müller (Politikerin, 1955)

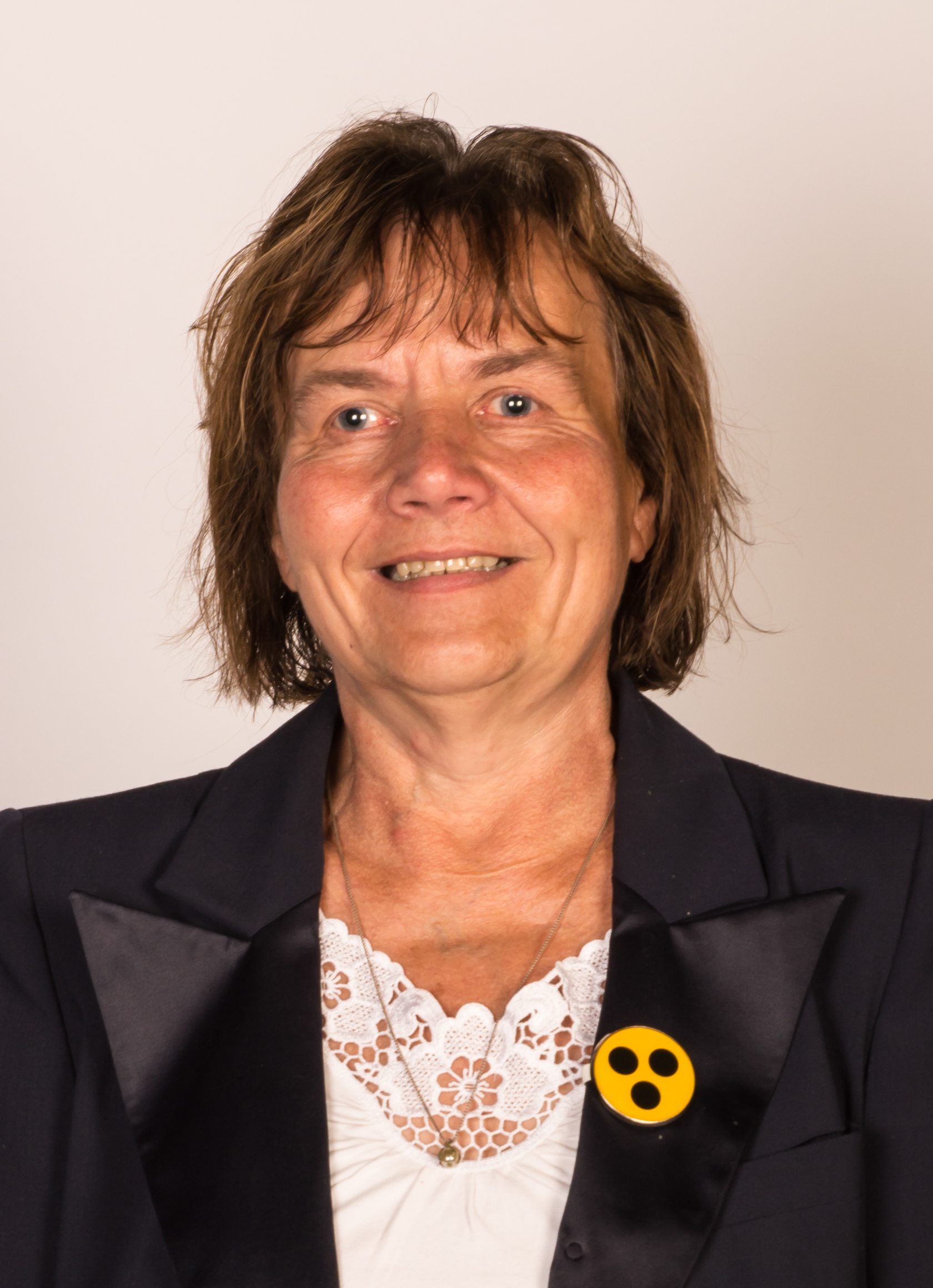
Irene Müller, 2014

Irene Müller (* 12. Januar 1955 in Görlitz; † 15. Juni 2016) war eine deutsche Politikerin (Die Linke). Von 1998 bis 2002 sowie von 2006 bis 2011 war sie Abgeordnete im Landtag von Mecklenburg-Vorpommern. Von Juni 2012 bis 2016 war sie Mitglied des Parteivorstands der Linken.

## Leben
Müller absolvierte ein Lehramtsstudium als Diplomlehrerin für Biologie und Chemie und arbeitete anschließend als Erzieherin in der Rehabilitationspädagogik. Sie engagierte sich in der SED-Kreisleitung und in der PDS-Geschäftsstelle. Seit 1986 war sie erblindet. 
Vor ihrem Einzug in den Landtag von Mecklenburg-Vorpommern war sie erwerbslos. Müller war konfessionslos, verheiratet und hatte zwei Kinder. Müller gehörte dem Kreisvorstand der Linkspartei an. Sie war für die Partei Fraktionsvorsitzende der Stadtvertretung Goldberg und war auch Mitglied im Kreistag. Zudem war Müller Sprecherin der Arbeitsgemeinschaft Selbstbestimmte Behindertenpolitik. Am 26. Oktober 1998 zog sie erstmals in den Landtag ein, dem sie bis zum 21. Oktober 2002 angehörte. Nachdem sie die nächsten vier Jahre nicht im Parlament vertreten war, schaffte sie es bei der Landtagswahl 2006 über die Landesliste der Partei Die Linke wieder in den Landtag einzuziehen. Sie war dort Sprecherin der Fraktion Die Linke für Sozial-, Behinderten- und Seniorenpolitik.